# Comté de Gilliam
Pour les articles homonymes, voir Gilliam.
Le comté de Gilliam (anglais : Gilliam County) est un comté situé dans le nord de l'État de l'Oregon aux États-Unis. Il est nommé en l'honneur de Cornelius Gilliam, le commandant des forces du gouvernement provisoire du Territoire de l'Oregon. Le siège du comté est Condon. Selon le recensement de 2000, sa population est de 1 915 habitants.

## Géographie
Le comté a une superficie de 3 167 km², dont 3 119 km² est de terre. 

### Comtés adjacents
- Comté de Sherman (ouest)
- Comté de Wasco (sud-ouest)
- Comté de Wheeler (sud)
- Comté de Morrow (est)
- Comté de Klickitat, Washington (nord)